# Pierre Pahlavi
Pierre Cyril Cyrus Teymour Pahlavi (ur. 4 grudnia 1972 w Teheranie) – irański historyk i politolog zajmujący się tematyką krajów Maghrebu, Maszreku i basenu Oceanu Indyjskiego.
Syn dziennikarza, Joachima Christiana Pahlaviego i wnuk irańskiego dyplomaty Amira Aslana Afshara. Ojciec Pierre'a Pahlaviego jest starszym bratem Patricka Alego Pahlaviego oraz adoptowanym synem irańskiego księcia Alego Rezy Pahlaviego. Poprzez przysposobienie Joachim Christian był członkiem rodziny szachinszacha Iranu. Nie miał jednak prawa do następstwa tronu. 
Pierre Pahlavi urodził się w Iranie, gdzie spędził pierwsze lata życia. Wychował się we Francji. Posiada obywatelstwo francuskie. Jest rezydentem w Kanadzie. Studiował historię na Uniwersytecie Montrealskim i Uniwersytecie Nicea - Sophia Antipolis. W 2003 otrzymał doktorat na Uniwersytecie McGilla, gdzie wykładał nauki polityczne. Jest profesorem Canadian Forces College w Toronto.